# П'єро Таруффі
П'єро Таруффі (італ. Piero Taruffi), (нар. 12 жовтня 1906, Альбано-Лаціале, Рим-Столиця, Королівство Італія — пом. 12 січня 1988, Рим, Італія) — італійський мотогонщик і автогонщик, пілот Формули-1 (1950—1956).